# Nghệ An (provincie)
Nghệ An este o provincie în Vietnam.

## Județ
- Vinh
- Cửa Lò
- Thái Hòa
- Anh Sơn
- Con Cuông
- Diễn Châu
- Đô Lương
- Hưng Nguyên
- Quỳ Châu
- Kỳ Sơn
- Nam Đàn
- Nghi Lộc
- Nghĩa Đàn
- Quế Phong
- Quỳ Hợp
- Quỳnh Lưu
- Tân Kỳ
- Thanh Chương
- Tương Dương
- Yên Thành

1. ↑   (PDF) https://monre.gov.vn/VanBan/Lists/VanBanChiDao/Attachments/3012/b4.3_Signed.pdf Lipsește sau este vid: |title= (ajutor)
2. ↑   https://www.gso.gov.vn/en/px-web/?pxid=E0201&theme=Population%20and%20Employment Lipsește sau este vid: |title= (ajutor)
3. ↑   https://mabuuchinh.vn/ Lipsește sau este vid: |title= (ajutor)
4. ↑   http://postcode.vn/ Lipsește sau este vid: |title= (ajutor)